# Home (Procol-Harum-Album)
Home ist das vierte Studioalbum der britischen Progressive-Rock-Band Procol Harum. Es wurde im Juni 1970 veröffentlicht.

## Rezeption
Bruce Eder meint bei AllMusic zu dem Album, dass es wohl das am „härtesten rockende klassische Album der Gruppe“ sei mit einem großartigen Gesang von Gary Brooker. Die Platte würde sowohl „geradlinige Rock-’n’-Roll-Nummern wie Still There’ll Be More“ und die von Elvis Presley beeinflussten Lieder wie Whiskey Train, als auch dunklere und dramatischere Stücke wie Nothing that I Didn’t Know und Barnyard Story beinhalten.

## Titelliste
Musik: Gary Brooker, Texte: Keith Reid, wenn nichts anderes angegeben

### Seite 1
1. Whisky Train – 4:31 (Trower, Reid)
2. The Dead Man’s Dream – 4:46
3. Still There’ll Be More – 4:53
4. Nothing that I Didn't Know – 3:38
5. About to Die – 3:35 (Trower, Reid)

### Seite 2
1. Barnyard Story – 2:46
2. Piggy Pig Pig – 4:47
3. Whaling Stories – 7:06
4. Your Own Choice – 3:13